# Vanneaugobius dollfusi
Vanneaugobius dollfusi är en fiskart som beskrevs av Brownell, 1978. Vanneaugobius dollfusi ingår i släktet Vanneaugobius och familjen smörbultsfiskar. Inga underarter finns listade i Catalogue of Life.